# FIFA 98: Road to World Cup
FIFA 98: Road to World Cup — футбольная видеоигра, разработанная и выпущенная корпорацией Electronic Arts 17 января 1997 года. Пятая игра в серии и третья в 3D. Игра была выпущена для ряда игровых платформ: SNES и Sega Mega Drive (только PAL-версия), Windows, Sega Saturn, PlayStation, Game Boy и Nintendo 64.
Слоган: «Your only goal — qualify» (Твоя единственная цель — пройти квалификацию)

## Обзор
В этой части игры были сделаны значительные изменения. В частности, получил значительное улучшение графический движок игры, появилась возможность редактировать команды и отдельных игроков, используя внутренний игровой редактор. Также в игре появились 16 разных стадионов, был улучшен искусственный интеллект и добавлен режим «Road to World Cup», включающий в себя все лицензированные национальные команды — члены FIFA. Был также представлен лицензионный саундтрек к игре, включавший в себя песни популярных на то время исполнителей. Одной из наиболее заметных и важных особенностей игры стали составы команд: у каждой сборной был правильный проработанный состав, включающий в себя даже игроков резерва или игроков хоть раз сыгравших в отборочном турнире. Эта игра была последней из серии, вышедшей на 16-битных консолях.

## Особенности
- Значительное улучшение графики.
- Редактор команд.
- 16 разных стадионов.
- Улучшенный AI.
- Новый режим «Road to World Cup»
- Проработанный состав команд.

## Оценки
| Русскоязычные издания | Русскоязычные издания |
| Издание               | Оценка                |
| --------------------- | --------------------- |
| «Игромания»           | [ 1 ]                 |